# Kebonkelapa
Kebonkelapa is een bestuurslaag in het regentschap Kota Bogor van de provincie West-Java, Indonesië. Kebonkelapa telt 11.128 inwoners (volkstelling 2010).